# سولمیژتسه
سولمیژتسه (به لهستانی:  Sulmierzyce) یک منطقهٔ مسکونی در لهستان است که در شهرستان کروتوشن واقع شده‌است. سولمیژتسه ۲۸٫۹۸ کیلومتر مربع مساحت و ۲٬۷۷۲ نفر جمعیت دارد.